# Encholirium heloisae
Encholirium heloisae är en gräsväxtart som först beskrevs av Lyman Bradford Smith, och fick sitt nu gällande namn av Rafaela Campostrini Forzza och Maria das Graças Lapa Wanderley. Encholirium heloisae ingår i släktet Encholirium och familjen Bromeliaceae. Inga underarter finns listade i Catalogue of Life.